# Mohamed Amekrane
Mohamed Amekrane est un officier marocain né dans le Rif en 1938 et mort fusillé le 13 janvier 1973 avec ses 10 autres collaborateurs, après un putsch manqué contre le roi Hassan II du Maroc, dit coup d'État des aviateurs.
Le 16 août 1972, à l’initiative de Mohamed Oufkir, ministre de la Défense nationale, le lieutenant-colonel Amekrane et le commandant Kouira ordonnèrent à un certain nombre d’aviateurs d’abattre le Boeing royal dans le ciel de Tétouan, au nord du Maroc.
Le coup d'État des aviateurs envoya à la mort, au bagne ou à l'exil les putschistes.